# Wendelin Mölzer
Wendelin Mölzer (* 7. März 1980 in Graz, Steiermark) ist ein österreichischer Politiker (FPÖ). Mölzer ist seit Oktober 2013 mit einer Unterbrechung von 2019 bis 2024 Abgeordneter zum österreichischen Nationalrat und seit Februar 2025 Kultursprecher der FPÖ.

## Leben
In Graz in der Steiermark geboren, wuchs Mölzer in Kärnten auf, wo er in Treffen am Ossiacher See die Volksschule absolvierte. Danach besuchte er in Villach das Peraugymnasium, an welchem er 1998 die Matura ablegte. Nach seinem Präsenzdienst begann er an der Universität Graz Geschichte zu studieren, brach das Studium jedoch 2001 ab und setzte dieses im selben Jahr an der Universität Wien fort. Er hat das Studium nicht abgeschlossen. Er ist Alter Herr der Studentenverbindungen Corps Vandalia Graz und Corps Suevia München.
Mölzer ist Journalist von Beruf, der seit 1998 bei der von seinem Vater, Andreas Mölzer, geleiteten Zeitung Zur Zeit mitarbeitete. Hier stieg er bis zum Chef vom Dienst und zum Leiter des Ressorts Innenpolitik auf. 2014 bis 2015 fungierte er als Chefredakteur der Wochenzeitung.
Parallel dazu engagierte sich Wendelin Mölzer auch in seiner Partei, war von 2005 bis 2006 Landespressereferent der FPÖ in Kärnten und war Unterstützer bei der Europawahl 2009. Von 2006 bis 2013 war er Mitarbeiter des FPÖ-Parlamentsklubs in den Agenden Außenpolitik, EU, Kultur, Menschenrechte. Auch leitet Mölzer seit 2008 Seminare im Bildungsinstitut der FPÖ.
Im Oktober 2013 zog Mölzer als Abgeordneter der FPÖ über die Kärntner Landesliste in den österreichischen Nationalrat ein. Seine parlamentarischen Schwerpunkte liegen in der Außen- und Europapolitik sowie in den Bereichen Kunst, Kultur und Bildung.
Von 1. März 2017 bis 22. Oktober 2019 war er Bildungssprecher der FPÖ. Nach seinem Wiedereinzug in den Nationalrat im November 2017 wurde Mölzer im Dezember 2017 zum Obmann des parlamentarischen Unterrichtsausschusses gewählt. Nach der Nationalratswahl 2019 schied er aus dem Nationalrat aus.
Nach der Nationalratswahl 2024 zog er wieder über die Bundesliste der FPÖ in den Nationalrat ein, seit Februar 2025 ist er Kultursprecher der FPÖ und wurde außerdem zum Obmann des parlamentarischen Kulturausschusses gewählt.

## Privates
Wendelin Mölzer ist verheiratet, Vater von zwei Söhnen und lebt mit seiner Familie in Kärnten.